# Jack Kemp
Jack French Kemp Jr., född 13 juli 1935 i Los Angeles, Kalifornien, död 2 maj 2009 i Bethesda, Maryland, var en amerikansk politiker (republikan) och tidigare professionell spelare av amerikansk fotboll. 
Han var ledamot av representanthuset för delstaten New York åren 1971–1989, och bostadsminister i George H.W. Bushs regering 1989–1993. Inför presidentvalet 1988, som George H.W. Bush vann, hade även Jack Kemp ställt upp i republikanernas primärval. 
I presidentvalet 1996 var Jack Kemp republikanernas vicepresidentkandidat, och presidentkandidat var Bob Dole. Dole och Kemp förlorade mot de sittande demokraterna Bill Clinton och Al Gore. 
Kemp avled i cancer den 2 maj 2009.